# وزارة العدل (اليابان)
وزارة العدل اليابانية (باليابانية: 法務省 هومو شو) هي وزارة في الحكومة اليابانية مسؤولة عن النظام القضائي والخدمات الإصلاحية وتسجيل المنازل والممتلكات والشركات في مجلس وزراء اليابان.
تأسست وزارة العدل اليابانية للمرة الأولى عام 1871 وأكتسبت اسمها الحالي بموجب دستور ما بعد الحرب في اليابان في عام 1952. تشمل مسؤولياتها إدارة النظام القضائي الياباني ونظام العقوبات، وهي تمثل الحكومة اليابانية في التقاضي، كما أنها مسؤولة أيضًا عن الاحتفاظ بالسجلات الرسمية للأسر والأجانب المقيمين والعقارات والشركات.

## وصلات خارجية
- الموقع الرسمي
 باللغة الإنجليزية
- الموقع الرسمي
 باللغة اليابانية